# Batrina
Batrina es una localidad de Croacia en el ejido del municipio de Nova Kapela, condado de Brod-Posavina.

## Geografía
Se encuentra a una altitud de 105 m s. n. m. a 165 km de la capital nacional, Zagreb.

## Demografía
En el censo 2011 el total de población de la localidad fue de 1005 habitantes.
| Gráfica de población de Batrina 1857-2011                           |
|                                                                     |
| Según los censos de población de la oficina estadística de Croacia. |